# Salmanlar, Karabük
Salmanlar là một xã thuộc thành phố Karabük, tỉnh Karabük, Thổ Nhĩ Kỳ. Dân số thời điểm năm 2010 là 93 người.